# Masaki Kajishima
Masaki Kajishima (梶島 正樹?, Kajishima Masaki; Okayama, 16 marzo 1952) è un regista, fumettista, character designer giapponese operante nel settore degli anime.
Particolarmente celebre per il suo lavoro nella serie Chi ha bisogno di Tenchi? (in cui il personaggi principale Tenchi Masaki prende il proprio cognome dal suo nome), Kajishima è una delle figure di spicco della AIC, ed ha collaborato anche ad altre importanti serie come El Hazard e Dual! Parallel Trouble Adventure.
È anche un apprezzato autore di manga e dōjinshi.